# Alô (álbum)
Alô é um álbum de estúdio da dupla brasileira de música sertaneja Chitãozinho & Xororó, lançado em 1999. O disco traz, além de sucessos como a faixa-título, o duo com Reba McEntire em "Coração Vazio", versão em português para "We're All Alone", "O Amor é Mais Forte", o hino da campanha "Direito de Viver", feito para a campanha em prol do Hospital de Câncer de Barretos, que segue sendo realizado até hoje, além de recriações para faixas antigas como "Não Desligue o Rádio" e "Falando às Paredes", além de regravarem o tema "Cheia de Charme", do cantor Guilherme Arantes. Recebeu o disco de platina da ABPD.
De acordo com o ECAD, "Alô" foi a canção mais executada no Brasil em 2000, com um total de 5.593 execuções.

## Faixas
| N.º            | Título                                                                     | Compositor(es)                                          | Duração |  |
| 1.             | "Alô"                                                                      | Fátima Leão / Feio                                      | 3:22    |  |
| 2.             | "Coração Vazio (We're All Alone)" (participação especial de Reba McEntire) | Boz Scaggs (versão: Chitãozinho / Xororó)               | 4:07    |  |
| 3.             | "Lobo Solitário"                                                           | Paulo Debétio / Paulinho Rezende / Chitãozinho          | 3:39    |  |
| 4.             | "Nada é Igual ao Amor"                                                     | Feio / Xororó                                           | 3:12    |  |
| 5.             | "Cheia de Charme"                                                          | Guilherme Arantes                                       | 4:05    |  |
| 6.             | "Falando às Paredes"                                                       | Virgínia Kheer / Xororó                                 | 4:20    |  |
| 7.             | "Eu Quero Bis"                                                             | Nenéo                                                   | 3:44    |  |
| 8.             | "Pra Mim Tanto Faz"                                                        | Paulo Debétio / Paulinho Rezende / Xororó               | 3:54    |  |
| 9.             | "Não Desligue o Rádio"                                                     | Joel Marques / Chitãozinho                              | 4:13    |  |
| 10.            | "Desejo"                                                                   | Juno                                                    | 3:51    |  |
| 11.            | "O Amor é Mais Forte"                                                      | Piska                                                   | 3:47    |  |
| 12.            | "Dinheiro, Pra Que Dinheiro"                                               | Rick / Alexandre                                        | 3:09    |  |
| 13.            | "500 Anos"                                                                 | Paulinho Rezende / Paulo Debétio / Chitãozinho / Xororó | 3:13    |  |
| 14.            | "Direito de Viver"                                                         | Alvaro Socci / Cláudio Matta                            | 4:54    |  |
| Duração total: | Duração total:                                                             | Duração total:                                          | 53:30   |  |

## Músicos
- Marcio Lomiranda: arranjos de base e teclados em todas as faixas, exceto nas faixas 2 e 12
- Vicente Castilho: arranjos e acordeom na faixa 12
- John Hobbe: sintetizadores na faixa 2
- Julinho Teixeira: piano acústico na faixa 1, teclados adicionais nas faixas 4 e 12
- John Jarvis: piano na faixa 2
- Maguinho: bateria nas faixas 1, 4 e 12
- Eddie Bayers: bateria na faixa 2
- Luís Gustavo: arranjos na faixa 12 e baixo nas faixas 1, 3, 4, 5 e 12
- Michael Rhodes: baixo na faixa 2
- Feio: violão nas faixas 4, 8, 9 e 10; wind chimes na faixa 1; percussão nas faixas 1, 4 e 12; guitarra power na faixa 4; guitarra nas faixas 4, 5, 8, 9 e 10; mandolim na faixa 7 e vocal na faixa 8
- Mark Casstevens: violão na faixa 2
- Fernando de la Rua: violão na faixa 12
- Paulo Coelho:  violão na faixa 12
- Paulinho Galvão: guitarra na faixa 13
- Stewart Smith: guitarra na faixa 2
- Tim Pierce: guitarra em todas as faixas, exceto 2 e 12
- John "JR" Robinson: bateria em todas as faixas, exceto 1, 2, 4 e 12
- Neil Stubenhaus: baixo em todas as faixas, exceto 2, 4 e 12
- Dean Parke: violão em todas as faixas, exceto 2, 4 e 12
- Luis Conte: percussão em todas as faixas, exceto 2, 4 e 12

## Ficha Técnica
- VP A&R: Max Pierre
- Produção: Guto Graça Mello, Feio e Tony Brown (na faixa Coração Vazio)
- Gerência artística: Ricardo Moreira
- Gravado nos estúdios Cello (Los Angeles): bases, por Benny Faccone
- Violões, guitarras solos e percussão gravadas no estúdio House Of Blues (Los Angeles), por Benny Faccone
- Faixa 2 gravada no Startruck Studios (Nashville), por Jeff Balding e Steve Marcantonio
- Cordas na faixa 2 gravada no Conway Studios (Los Angeles) por Benny Faccone
- Vozes e overdubs gravadas no MM Estúdio (Campinas) por André Mais
- Cordas e bases nas faixas 4 e 12 gravadas no Mosh Studios por Sidney Garcia (cordas) e Ted (base)
- Teclados, vocais e overdubs gravados no Blue Studios (Rio de Janeiro) por Sérgio Ricardo
- Assistentes Blue Studios: Billy e Alexandre Maurell
- Faixas 1, 2, 3, 8, 9, 13 e 14 mixadas no Blue Studios (RJ) por Benny Faccone
- Assistente de mixagem Blue Studios: André Ratones
- Faixas 4, 6 e 12 mixadas no Cia dos Técnicos (RJ) por Flávio Senna
- Assistentes de mixagem Cia dos Técnicos: Samuel Senna e Rodrigo Couto
- Faixas 5, 7, 10 e 11 mixadas no Blue Studios (RJ) por Jorge Guimarães
- Edição em Pro-Tools: Guto Graça Mello e Victor Pozas
- Assistentes de Guto: Celso Lessa e Marinella Galvão
- Coordenação musical na faixa 2: Jessie Noble
- Fotos: Bob Wolfenson
- Assistente de fotografia: Guilherme Young
- Produção: Márcia Maia
- Direção gráfica: Gê Alves Pinto
- Projeto gráfico: Gê Alves Pinto e Leitão
- Coordenação Gráfica: Patrícia Fernandes

## Certificações
| Brasil (ABPD)                             | Platina | 1999 | 250.000* |
| *número de vendas baseado na certificação |         |      |          |